# Rio Negro (kommun i Brasilien, Paraná, lat -26,09, long -49,72)
Rio Negro är en kommun i Brasilien.   Den ligger i delstaten Paraná, i den södra delen av landet, 1 200 km söder om huvudstaden Brasília. Antalet invånare är 31 261.
Följande samhällen finns i Rio Negro:
- Rio Negro

I omgivningarna runt Rio Negro växer i huvudsak städsegrön lövskog. Runt Rio Negro är det ganska glesbefolkat, med 48 invånare per kvadratkilometer.